# Sonate F-A-E

La Sonate F-A-E est une œuvre en quatre mouvements pour violon et piano, issue de la collaboration de trois compositeurs. Elle a été composée à Düsseldorf en octobre 1853 par Robert Schumann, le jeune Johannes Brahms (connu par Schumann seulement depuis le 1er octobre de cette même année) et l'élève de Schumann Albert Hermann Dietrich.

## Structure
1. Allegro, par Dietrich
2. Intermezzo, par Schumann
3. Scherzo, par Brahms
4. Finale, par Schumann

## Histoire

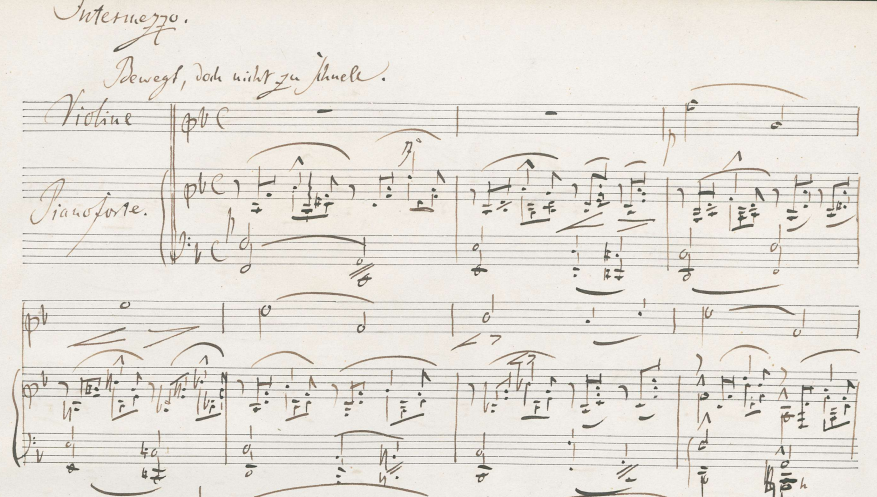
Début du 2e mouvement, Intermezzo. Le motif F-A-E est dans la partie du piano (mesures 1 et 2, main gauche) et du violon (mesures 3 et 4)

Cette sonate était une idée de Schumann et était destinée à être un cadeau et un hommage au violoniste Joseph Joachim, avec lequel les trois compositeurs s'étaient récemment liés d'amitié. Joachim avait choisi pour devise la phrase dans l'esprit romantique Frei aber einsam (libre mais seul), et l'idée était d'utiliser le plus souvent possible et dans tous les mouvements les trois notes F-A-E (fa, la, mi) en écho à cette devise, Joachim devant ensuite attribuer chaque mouvement au compositeur l'ayant écrit.
Le premier mouvement, de forme sonate et de taille conséquente, fut confié à Dietrich ; Schumann écrivit pour la suite un Intermezzo bref, situé à la place du mouvement lent de la forme sonate ; le scherzo était, lui, de Brahms, qui avait déjà démontré sa grande maîtrise de cette forme dans son Scherzo en mi mineur pour piano et dans les scherzi de ses deux premières sonates pour piano ; Schumann écrivit aussi le final.
L'œuvre fut présentée à Joachim à la fin du mois ; Schumann avait écrit sur la partition cette dédicace :
F.A.E.
In Erwartung der Ankunft des verehrten und geliebten Freundes JOSEPH JOACHIM schrieben diese Sonate R.S., J.B., A.D'
(En attendant l'arrivée de leur estimé et aimé ami, Joseph Joachim, cette sonate a été écrite par R.S., J.B., A.D.). 
Joachim joua l'œuvre à la maison des Schumann le 28 octobre avec Clara Schumann au piano, et trouva sans difficulté l'auteur de chaque mouvement. Il avait pris connaissance de la musique plus tôt dans la soirée lors d'une réunion organisée par Bettina von Arnim et sa fille Gisela. L'œuvre ne fut pas publiée du vivant des compositeurs. Schumann réutilisa les deux mouvements qu'il avait écrits pour sa propre sonate no 3. Joachim conserva le manuscrit original, dont il n'autorisa que la publication du scherzo en 1906, environ dix ans après la mort de Brahms. La sonate en entier ne fut publiée qu'en 1935. On ignore si Dietrich utilisa son allegro de sonate pour une autre œuvre. Chacun des trois compositeurs écrivit un concerto pour violon pour Joachim ; celui de Schumann fut achevé le 3 octobre 1853, juste avant que la sonate F-A-E ne soit commencée. Joachim de toute façon ne joua jamais ce concerto, contrairement à ceux de Brahms et de Dietrich.